# Určice
Určice (hanácky Horčece) jsou obec v okrese Prostějov v Olomouckém kraji. Stojí v západní části Hané, šest kilometrů jižně od Prostějova. Žije zde přibližně 1 400 obyvatel. V obci se nachází základní škola  a mateřská škola, která se nachází hned vedle školy.

## Název
Jméno vesnice bylo odvozeno od osobního jména Urek, což byla domácká podoba starobylého jména Urad (které znamenalo "nerad"). Výchozí tvar Určici označoval obyvatele vsi a znamenal "Urkovi lidé".

## Historie
Na území obce bylo učiněno několik archeologických nálezů, západně od ní se nachází paleontologická lokalita. První písemná zmínka o obci pochází z roku 1288. V roce 1480 byly Určice povýšeny na městečko se všemi výhodami, jež z toho plynuly, městysem byly do roku 1954.

## Obyvatelstvo

### Struktura
Vývoj počtu obyvatel za celou obec i za jeho jednotlivé části uvádí tabulka níže, ve které se zobrazuje i příslušnost jednotlivých částí k obci či následné odtržení.
| Místní části   | Místní části | 1869  | 1880  | 1890  | 1900  | 1910  | 1921  | 1930  | 1950  | 1961  | 1970  | 1980  | 1991  | 2001  | 2011  | 2021  |
| -------------- | ------------ | ----- | ----- | ----- | ----- | ----- | ----- | ----- | ----- | ----- | ----- | ----- | ----- | ----- | ----- | ----- |
| Počet obyvatel | část Určice  | 1 136 | 1 225 | 1 322 | 1 310 | 1 402 | 1 398 | 1 498 | 1 463 | 1 541 | 1 373 | 1 368 | 1 364 | 1 336 | 1 317 | 1 314 |
| Počet domů     | část Určice  | 202   | 232   | 251   | 252   | 276   | 278   | 305   | 373   | 372   | 369   | 363   | 418   | 429   | 455   | 475   |

## Obecní správa
V letech 1960–1990 k obci patřil Alojzov a v letech 1964–1990 také Seloutky.

### Obecní symboly
Znak a vlajka byly obci uděleny rozhodnutím předsedy Poslanecké sněmovny Parlamentu České republiky dne 9. prosince 2002.

## Pamětihodnosti
- Kostel svatého Jana Křtitele v severozápadní části obce
- Krucifix u silnice na Alojzov
- Krucifix na hřbitově
- Krucifix u silnice před hřbitovem
- Krucifix u kostela
- Krucifix před kostelem
- Krucifix silnice směr na Výšovice
- Socha svatého Floriána, u křižovatky silnic
- Socha svatého Jana Nepomuckého
- Socha svatého Libora u domova důchodců
- Socha svatého Libora u silnice na Výšovice
- Fara

## Osobnosti
- Josef Dvořák (1807–1869)
- Václav Kaprál (1889–1947), hudební skladatel a pianista
- Josef Konšel (1875–1958)
- František Mlčoch (1875–1938)
- Hynek Mlčoch (1880–1964)
- František Kopečný (1909–1990), lingvista
- Josef Škarohlíd (1923–1991)[9]

## Galerie

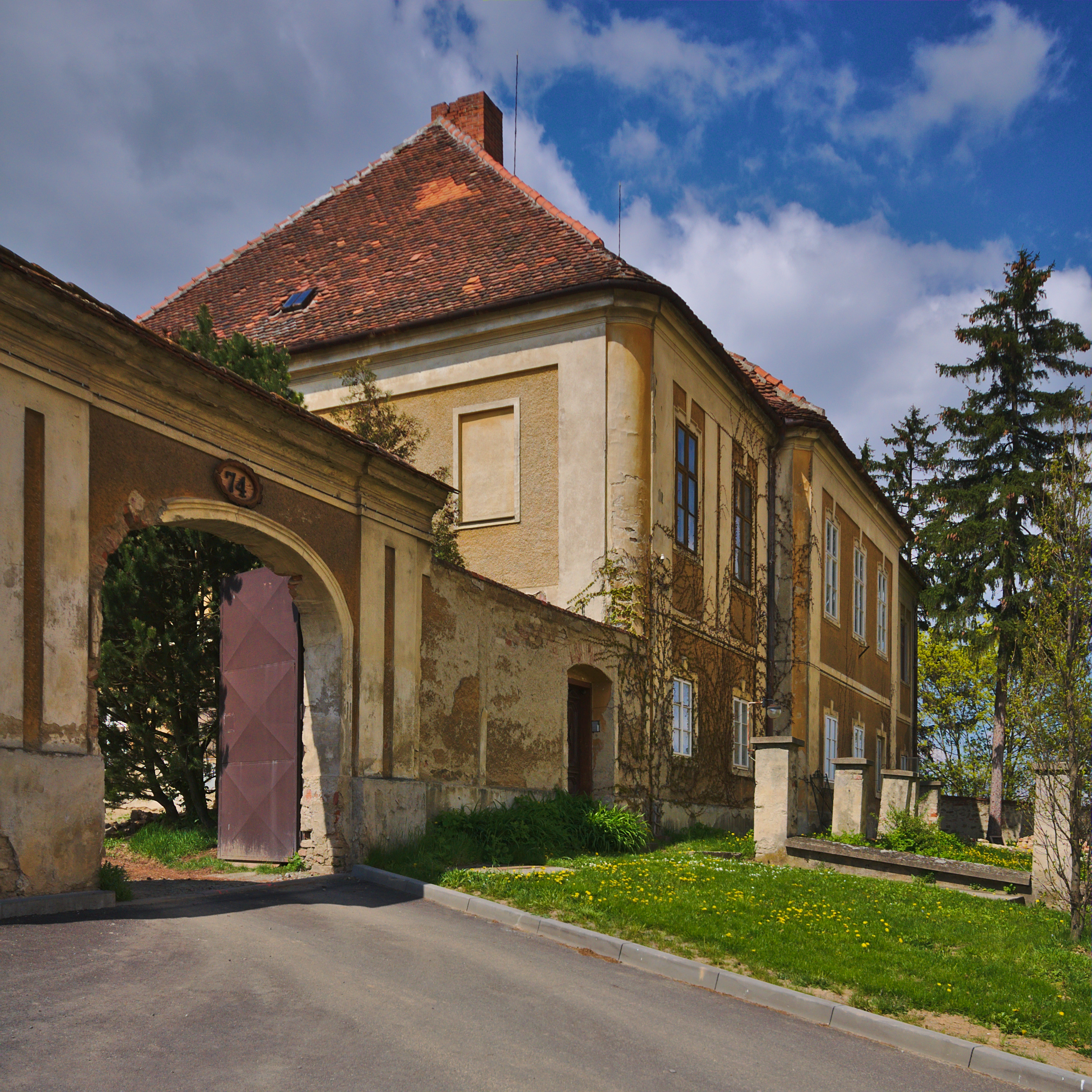
Fara
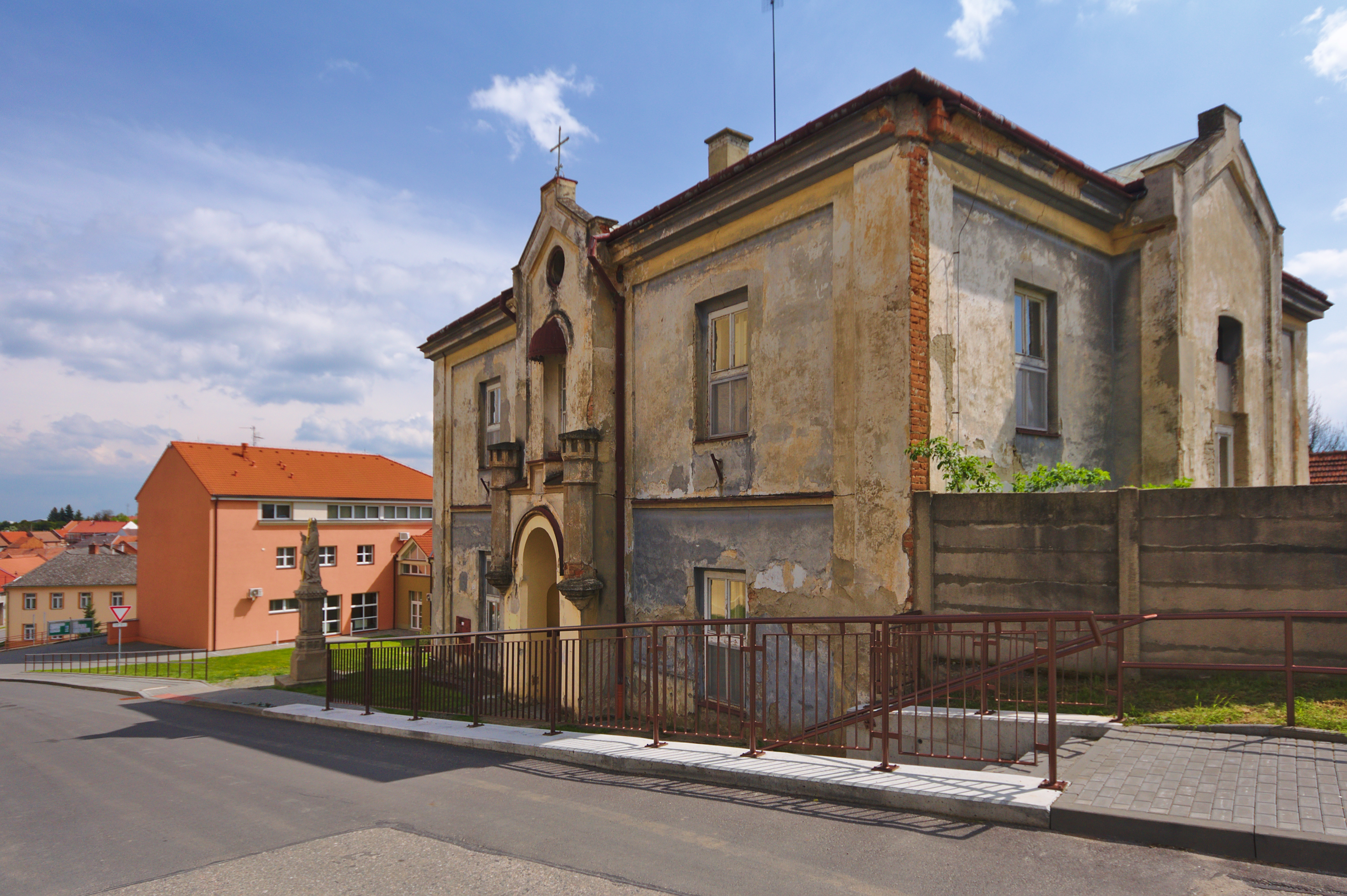
Bývalý domov pro seniory
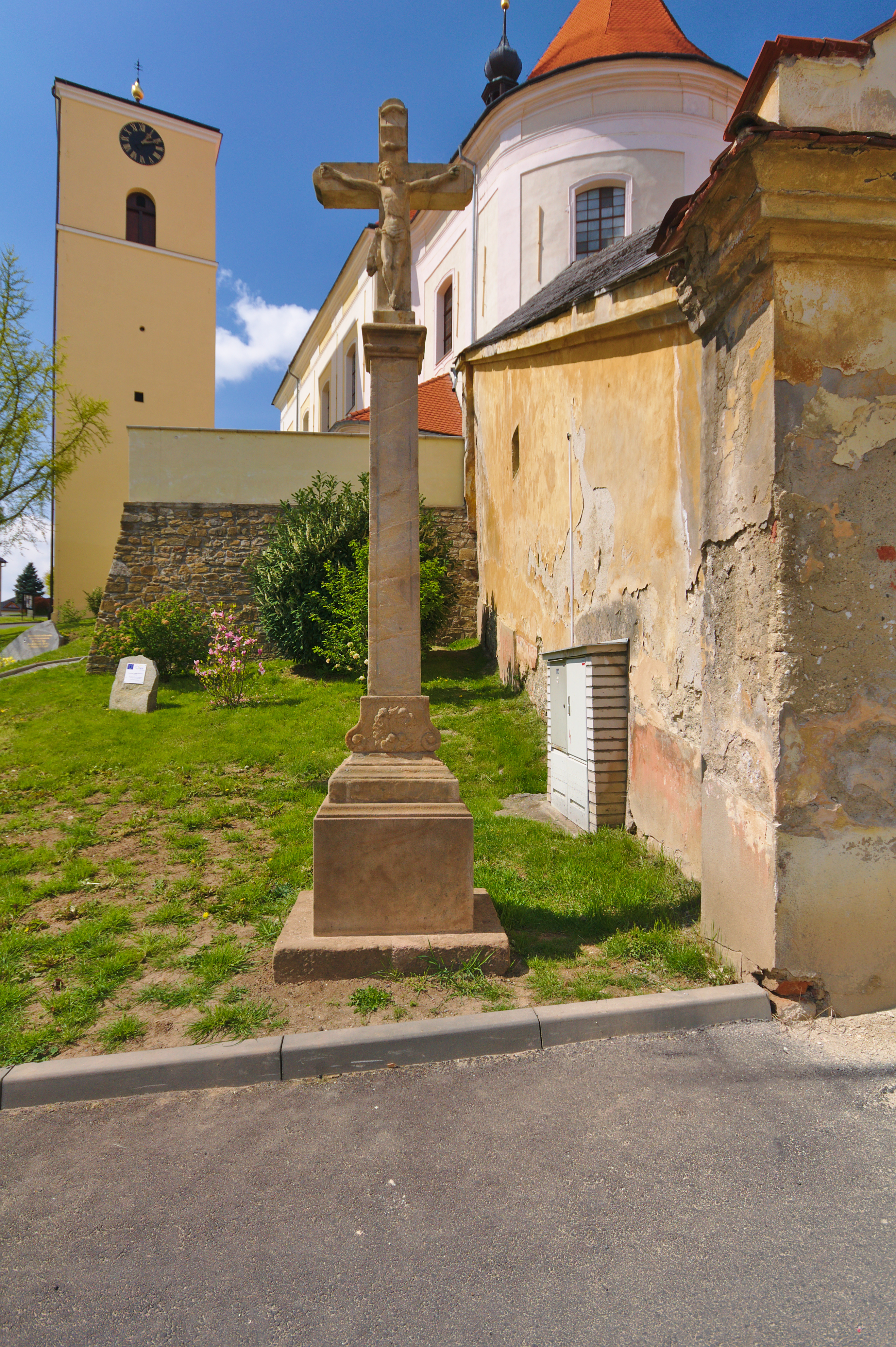
Kříž na návsi
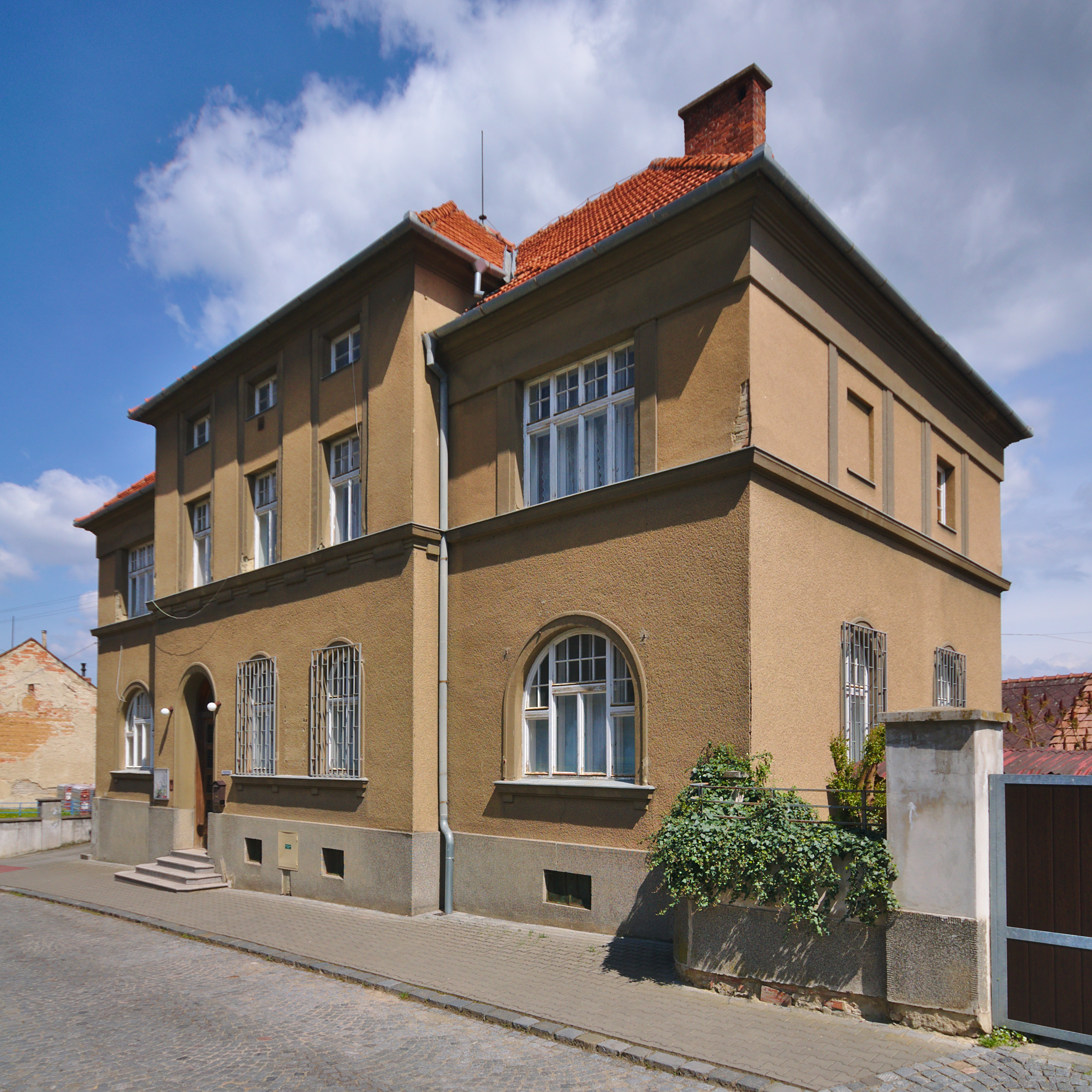
Vila na návsi
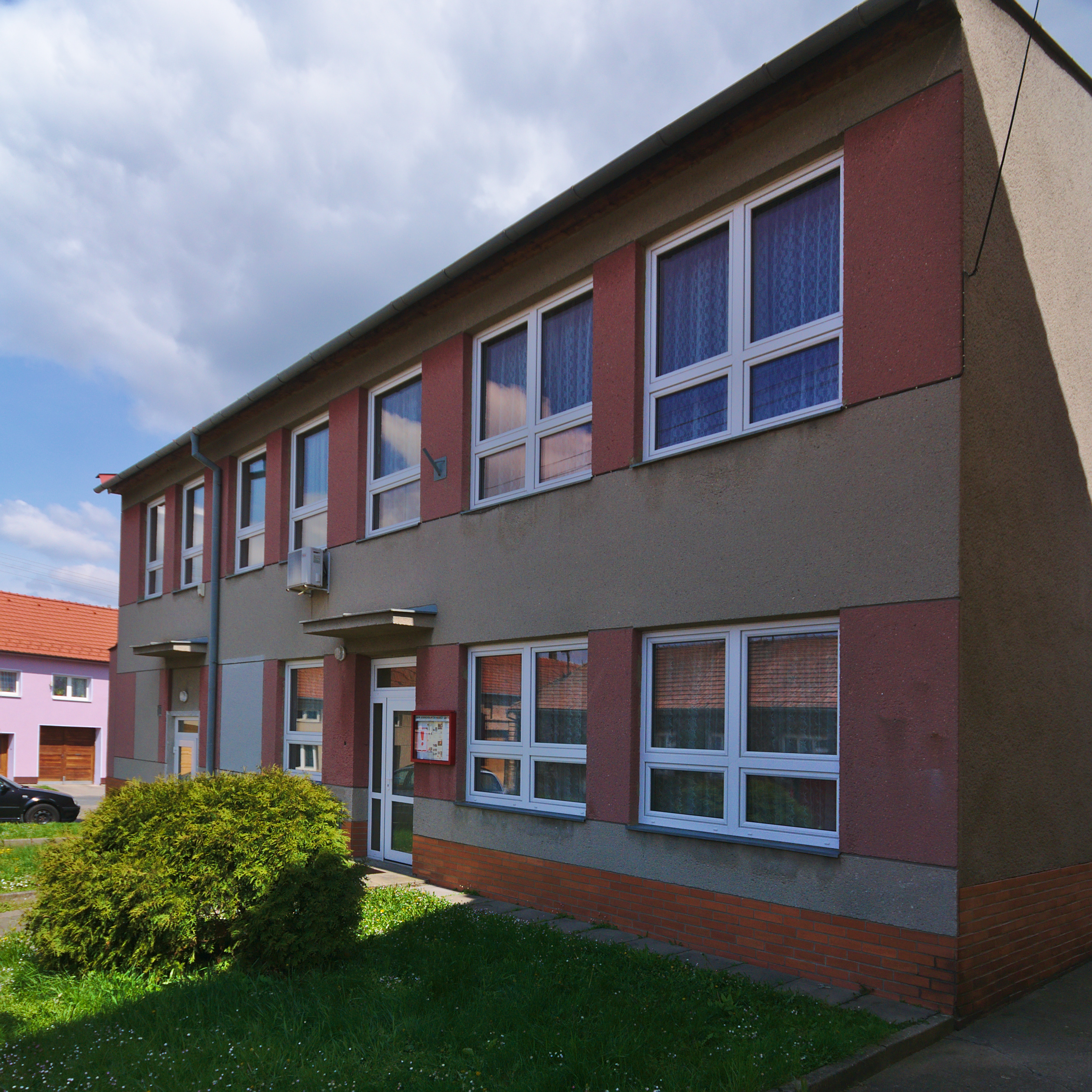
Hasičská zbrojnice
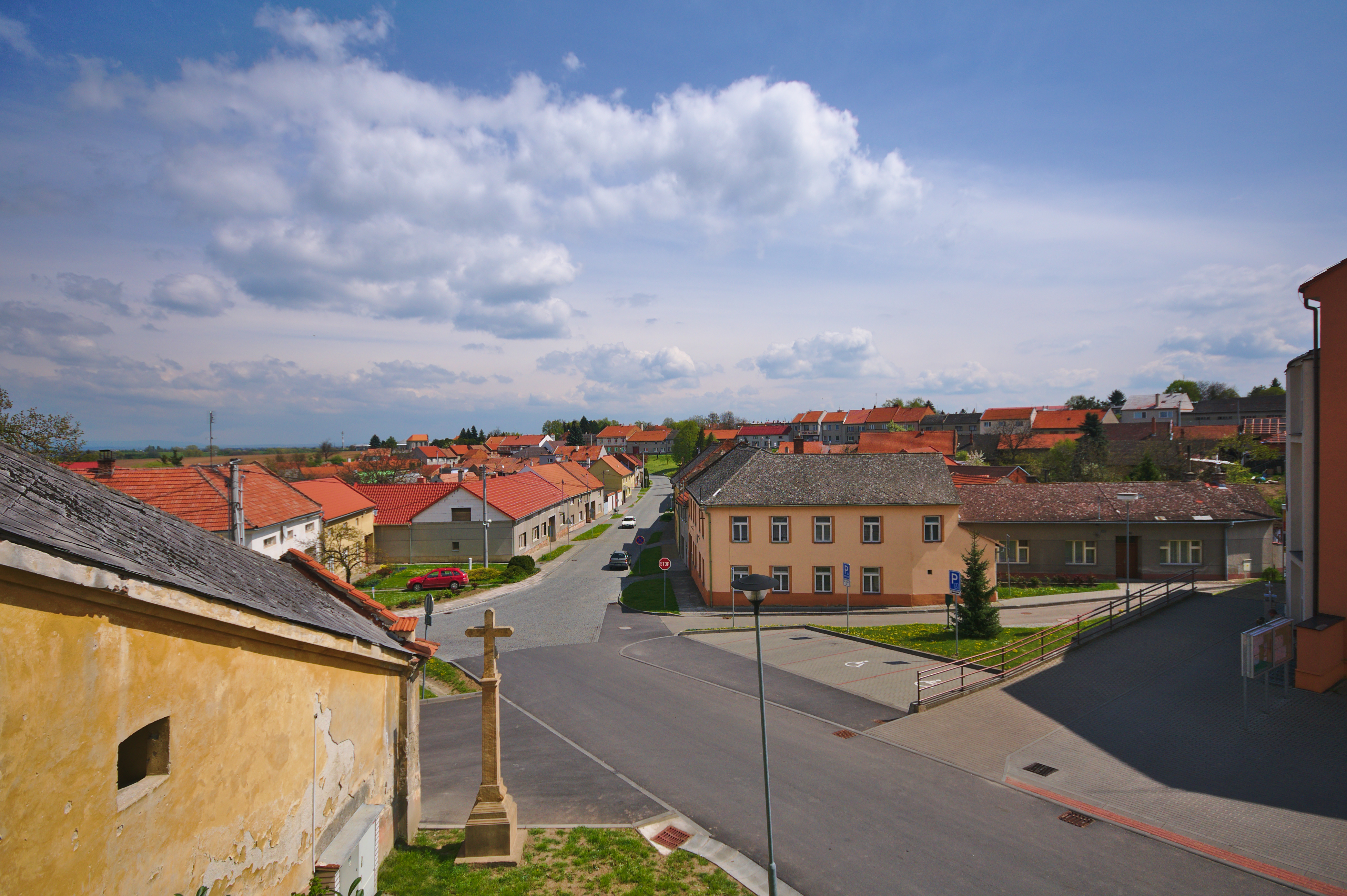
Vesnice od kostela
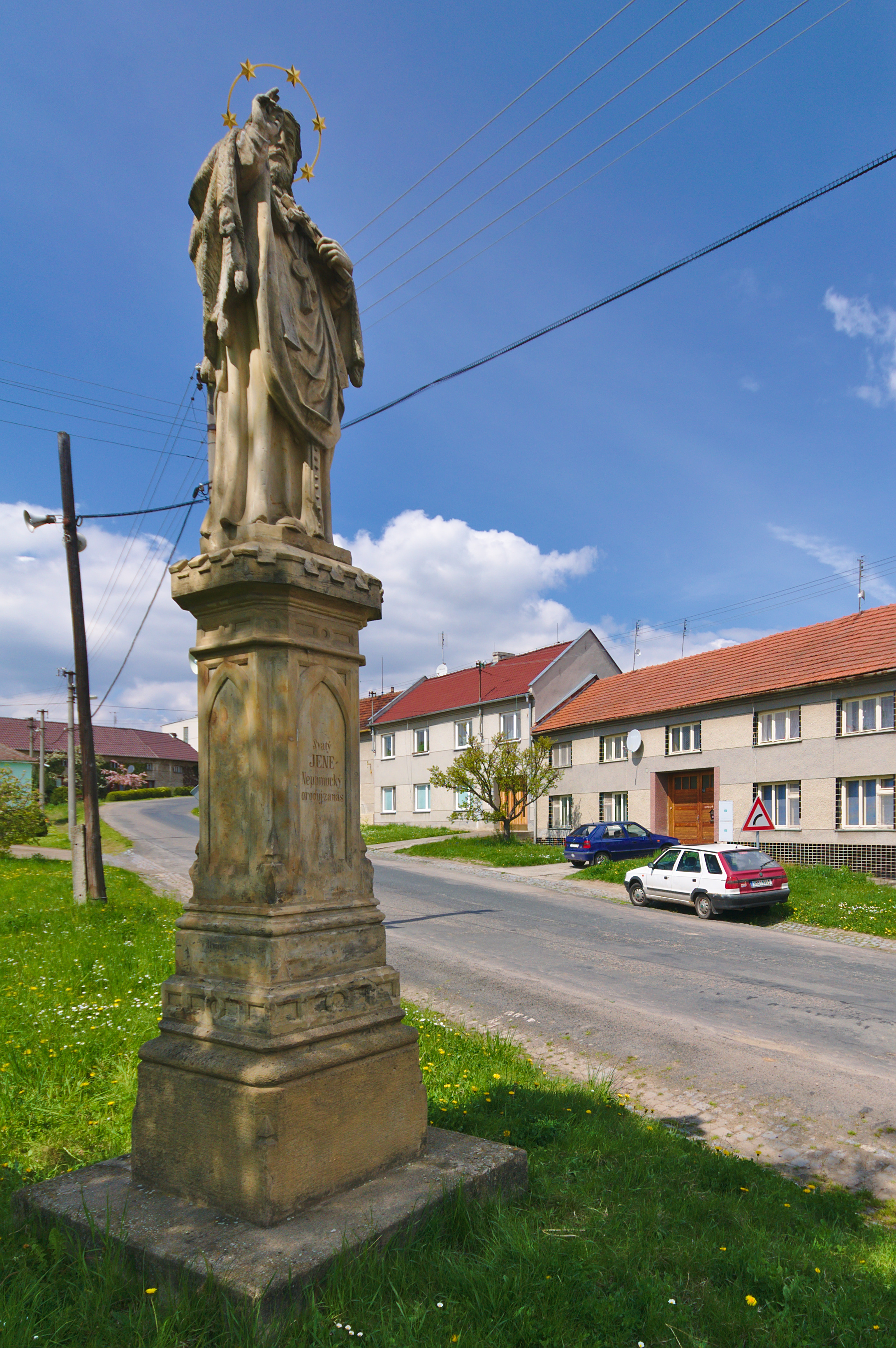
Socha svatého Jana Nepomuckého